# Sieglinde Trannacher

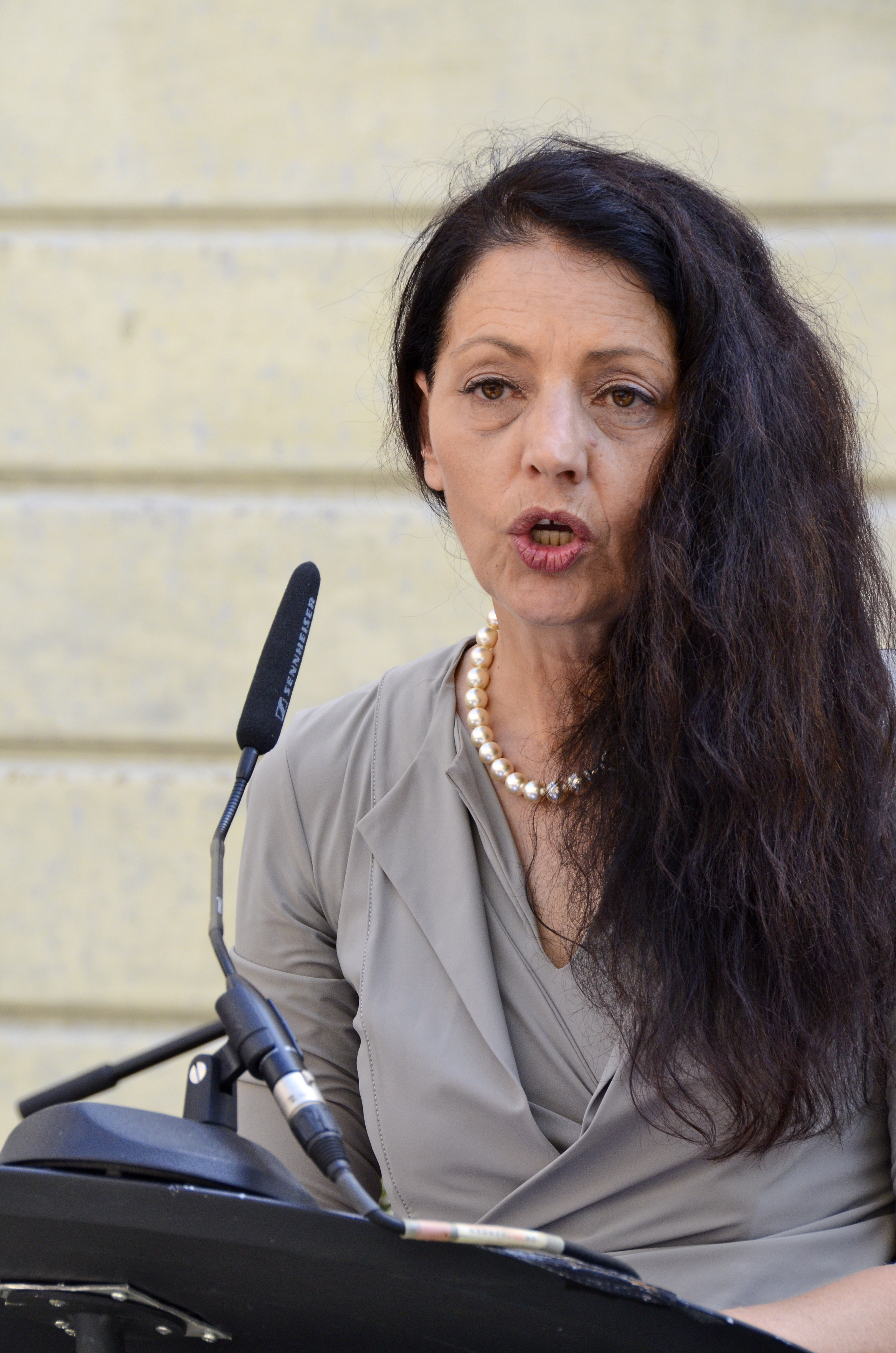
Sieglinde Trannacher bei einer Rede im Klagenfurter Landhaushof

Sieglinde Trannacher (* 20. November 1961 in Deutsch-Griffen; † 30. September 2015) war eine österreichische Politikerin (SPÖ). Trannacher war von 2004 bis 2009 Abgeordnete zum Kärntner Landtag.

## Ausbildung und Beruf
Trannacher war Mitarbeiterin der Wissensakademie der AVS Kärnten und Leiterin der Sozialhilfe Kärntner Frauen. Sie war zudem in der mobilen Krankenpflege beschäftigt und wissenschaftliche Mitarbeiterin bei unterschiedlichen Forschungsprojekten. Des Weiteren war Trannacher Lehrbeauftragte an der Alpen-Adria-Universität Klagenfurt im Rahmen des Universitätslehrganges zur Vorbereitung auf die Studienberechtigungsprüfung und Lehrbeauftragte im Rahmen des Universitätslehrganges „Interdisziplinäre Gerontologie“ an der Karl-Franzens-Universität Graz.
Trannacher war Projektleiterin der Volkshilfe Kärnten. In ihren Zuständigkeitsbereich fielen die Projekte „Betreut Wohnen im Hilda Schärf Haus“ und die „Beratungsstelle zu Wohnungssicherung“.

## Politik
Trannacher war Studienrichtungsvertreterin und engagierte sich intensiv in der SPÖ-Frauenorganisation, wo sie die Funktion der Landesfrauenvorsitzenden innehatte und zudem Bezirksfrauenvorsitzende in Klagenfurt-Stadt war. Trannacher war zudem Mitglied im Bundesfrauenvorstand und Mitglied des Landesparteipräsidiums und Landesparteivorstandes Kärnten.
Ab 2003 vertrat Trannacher die SPÖ im Klagenfurter Gemeinderat, wo sie Vorsitzende des Sozialausschusses und Mitglied des Kontrollausschusses war. Am 31. März 2004 wurde sie zudem als Abgeordnete im Kärntner Landtag angelobt, dem sie bis zur Landtagswahl 2009 angehörte. Mit Platz fünf auf der SPÖ-Landesliste wäre Trannacher mit Sicherheit wieder in den Landtag eingezogen. Sie verließ die Partei jedoch nach heftigen internen Konflikten rund um den Klagenfurter Stadtparteiobmann Ewald Wiedenbauer und kandidierte stattdessen als Listenzweite auf dessen Namensliste für die Klagenfurter Gemeinderatswahlen 2009. Die Partei errang jedoch nur einen Sitz im Gemeinderat. Wenige Monate vor ihrem Tod aufgrund einer langwierigen Krankheit kehrte sie in die SPÖ zurück.

## Privates
Trannacher war verheiratet und Mutter eines Kindes. Sie wohnte in Klagenfurt. Neben der Politik engagierte sie sich im Fußballsport und die erste Frau in Kärnten, die als Obmann-Stellvertreterin der „1. Klasse“ eine wichtige Position im Kärntner Fußballverband bekleidete. Sie war zudem im Vorstand des ASK Klagenfurt und zuvor Präsidentin beim ASKÖ Wölfnitz. In der Volkshilfe Österreich engagierte sie sich für Delogierte und Behinderte.